# Expérience sociale
 (novembre 2013).
Si vous disposez d'ouvrages ou d'articles de référence ou si vous connaissez des sites web de qualité traitant du thème abordé ici, merci de compléter l'article en donnant les références utiles à sa vérifiabilité et en les liant à la section « Notes et références ».
Une expérience sociale est une expérience menée avec des sujets humains dans le but d'étudier leurs réactions dans un contexte donné. Ces études permettent de mieux comprendre la nature humaine, les mécanismes de la pensée, mais aussi les différences culturelles. 

## En psychologie sociale
Quelques expériences sociales les plus connues.

### L'expérience de Milgram

L'expérience de Milgram : l'expérimentateur (E) persuade le participant (T) de donner ce que le participant croit être des chocs électriques douloureux à un autre participant (L). L est en fait un acteur. De nombreux participants ont continué à donner des chocs en dépit des appels à la clémence de l'acteur.

Une des expériences les plus remarquables en psychologie sociale a été l'expérience de Milgram. Cette expérience cherchait à évaluer le degré d'obéissance d'un individu devant une autorité qu'il juge légitime et à analyser le processus de soumission à l'autorité, notamment quand elle induit des actions qui posent des problèmes de conscience au sujet. Après les événements de l'Holocauste pendant la Seconde Guerre mondiale, l'expérience a montré que (la plupart) des citoyens normaux américains étaient capables de suivre les ordres d'une autorité, même quand ils ont cru qu'ils causaient de la souffrance à une personne innocente.

### L'expérience de Stanford
L’expérience de Stanford est une étude de psychologie expérimentale menée par Philip Zimbardo en 1971 sur les effets de la situation carcérale. 
Elle fut réalisée avec des étudiants qui jouaient des rôles de gardiens et de prisonniers. Elle visait à étudier le comportement de personnes ordinaires dans un tel contexte. Les prisonniers et les gardes se sont rapidement adaptés aux rôles qu'on leur avait assignés, dépassant les limites de ce qui avait été prévu et conduisant à des situations réellement dangereuses et psychologiquement dommageables.
L'une des conclusions de l'étude est qu'un tiers des gardiens fit preuve de comportements sadiques, tandis que de nombreux prisonniers furent traumatisés émotionnellement, deux d'entre eux ayant même dû être retirés de l'expérience avant la fin. Malgré la dégradation des conditions et la perte de contrôle de l'expérience, une seule personne (Christina Maslach) parmi les cinquante participants directs et indirects de l'étude s'opposa à la poursuite de l'expérience pour des raisons morales. C'est grâce à celle-ci que le professeur Zimbardo prit conscience de la situation et fit arrêter l'expérience au bout de six jours, au lieu des deux semaines initialement prévues.

### L'expérience de Asch
L'expérience de Asch démontre le pouvoir du conformisme sur les décisions d'un individu au sein d'un groupe en se basant sur une estimation de la longueur de ligne. Dans plus d'un tiers des essais, les participants se conformaient à la majorité, même si le jugement majoritaire était manifestement erroné. 65 % des participants se sont conformés au moins une fois au cours de l'expérience.

### L'expérience de la «caverne des voleurs»
Dans l'expérience de la « caverne des voleurs » de Muzafer Sherif en juin 1954, vingt-deux garçons de onze ans sont séparés en deux groupes dans le but de mieux comprendre les conflits et les tensions entre groupes et les phénomènes de coopération ou d'intégration entre deux groupes précédemment en conflit. 
L'explication des résultats de Sherif est connue sous le nom de la théorie du conflit de groupe réaliste, parce que les conflits entre les groupes sont induits par une concurrence pour les ressources. Ces effets sont réduits quand un état d'interdépendance est induit.

### L'expérience de Leon Festinger
Dans l'expérience de la dissonance cognitive de Leon Festinger, on a demandé aux participants d'effectuer une tâche ennuyeuse. Ils ont été divisés en 2 groupes et ont eu des récompenses différentes. 
À la fin de l'étude, certains participants étaient payés 1 $ pour dire qu'ils ont apprécié la tâche et un autre groupe de participants a été payé 20 $ pour dire le même mensonge. Plus tard, les participants du premier groupe (1 $) ont déclaré mieux apprécier la tâche que le second groupe (20 $). 
Festinger explique ce comportement par la différence de récompense : 1 $ n'étant pas une incitation suffisante pour avoir menti, ils ont été victimes de dissonance cognitive. Le seul moyen de justifier cette dissonance était de justifier leurs mensonges en changeant leur préférence précédemment défavorable par rapport à la tâche. Être payé 20 $ fournit une raison suffisante pour accomplir une tâche ennuyeuse : les participants du deuxième groupe n'ont pas été victimes de dissonance.

## Expérience sociale à l'échelle nationale
Elles permettent de mettre à l'essai des innovations majeures en matière de politique sociales, d'évaluer  les changements progressifs dans les programmes existants et leur efficacité. 
La France eut pour la première fois recourt à ce procédé pour la mise en place du RSA[réf. nécessaire]. L'Eure fut le premier département à verser le premier RSA le 1er juillet 2007, l’expérimentation fut ensuite étendue à 25 puis 34 départements.